# Dave Lee (Dartspieler)
Dave Lee (* 28. November 1956 in London) ist ein ehemaliger englischer Dartspieler, der in den 1970er-, 1980er- und 1990er-Jahren bei der British Darts Organisation (BDO) unter Vertrag stand.

## Leben
Lees Ehefrau Sandra Gibb-Lee nahm ebenfalls an professionellen Dartsturnieren teil. Sie repräsentierte dabei allerdings anders als Lee selbst Wales.

## Karriere
Lee gab 1983 sein Debüt bei der World Professional Darts Championship und besiegte dabei den Kanadier Tony Holyoake in der ersten Runde, bevor er im Achtelfinale gegen Eric Bristow verlor. Nachdem er 1985 an Position sieben gesetzt war und dennoch in der ersten Runde ausgeschieden war, schaffte es Lee 1986 und 1987 erneut ins Achtelfinale. Lee bestritt insgesamt vier Weltmeisterschaften, schaffte es jedoch nie ins Viertelfinale. Lee spielte auch fünf Mal bei den Winmau World Masters. Sein bestes Turnier spielte er hierbei 1983, als er das Halbfinale mit bemerkenswerten Siegen über den damaligen Weltmeister Keith Deller und Bob Anderson erreichte und schließlich gegen Mike Gregory verlor. Er erreichte auch das Viertelfinale bei den World Masters 1984, scheiterte dort jedoch gegen Deller, der somit Revanche für die Niederlage zwölf Monate zuvor nahm.
Lee gewann in seiner Karriere außerdem zwei Turniere, die nicht für die Weltrangliste zählten – die Double Diamond Masters 1984, wo er Bob Anderson im Finale besiegte, und die prestigeträchtige News of the World Darts Championship im Jahr 1985. Er war Viertelfinalist bei zahlreichen Events wie dem MFI World Matchplay 1984 und 1985, den Butlins Grand Masters 1985, dem British Matchplay 1986 und dem Dry Blackthorn Cider Masters 1987. Er erreichte ebenso das Halbfinale der British Open 1988. Nach einem Aus in der dritten Runde des Winmau World Masters 1989 (Darts) gegen Steve Gittins konnte sich Lee nie wieder für eines der großen Turniere der BDO qualifizieren und verschwand nach der Abspaltung der World Darts Council (WDC) vollständig von der Bildfläche.
Lee nahm letztmals 1997 bei den British Internationals bei einem professionellen Dartsturnier Anteil.

## Weltmeisterschaftsresultate

### BDO
- 1983: Achtelfinale (2:3-Niederlage gegen  Eric Bristow)
- 1985: 1. Runde (1:2-Niederlage gegen  Luc Marreel)
- 1986: Achtelfinale (0:3-Niederlage gegen  Terry O’Dea)
- 1987: Achtelfinale (1:3-Niederlage gegen  John Lowe)